# Viaduc de la Paudèze
Le viaduc de la Paudèze est un pont de chemin de fer sur la ligne du Simplon, dite anciennement Jura-Simplon. Cet ouvrage d'art franchit le ravin creusé par la Paudèze, cours d’eau séparant les communes de Paudex et Pully dans le canton de Vaud en Suisse.

## Historique

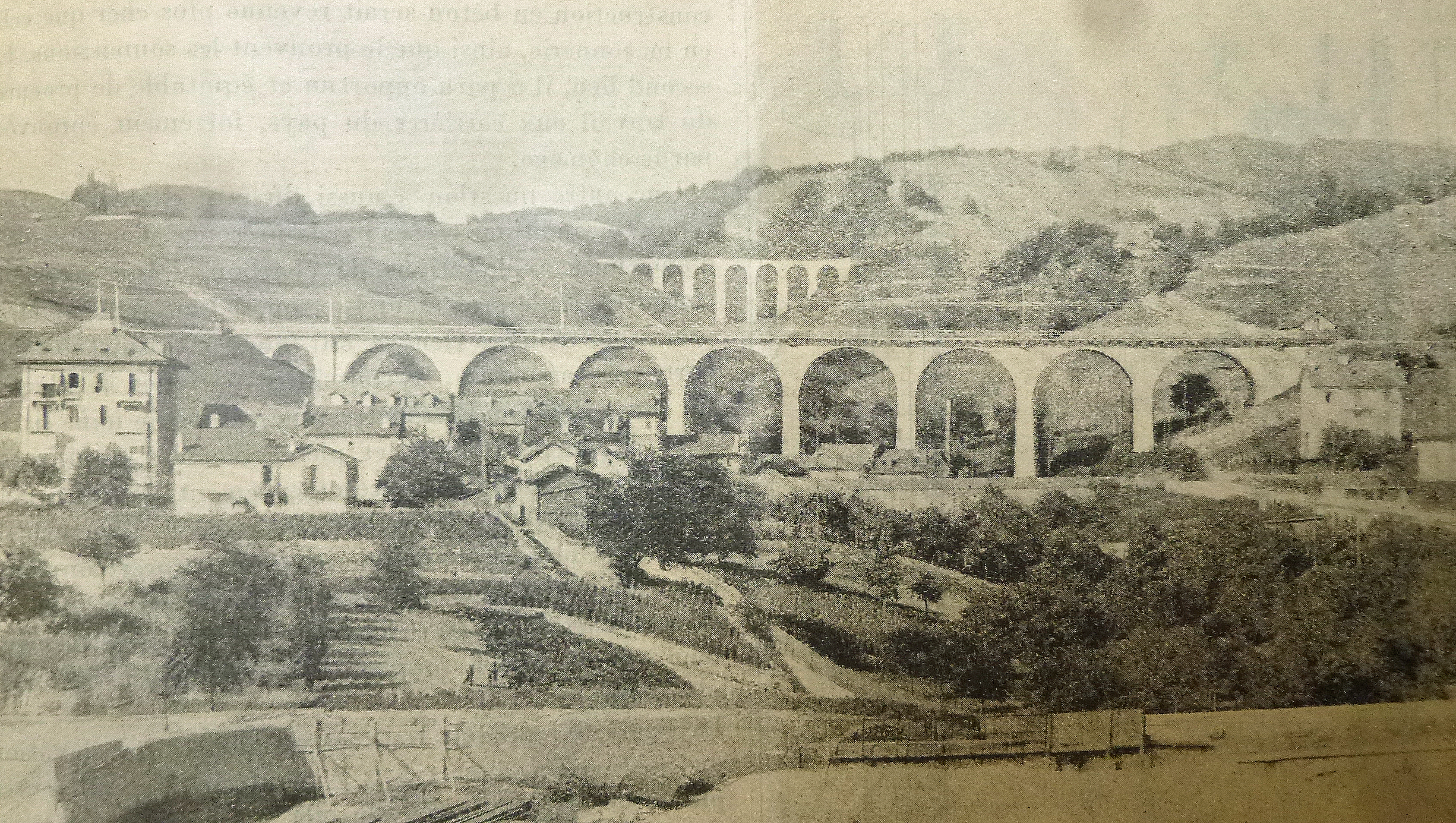
Le viaduc en maçonnerie reconstruit en 1922-1923.

Un premier ouvrage à tablier métallique horizontal a été exécuté en 1858-1860 sous la direction d’Auguste Arnoux, ingénieur en chef, sur un projet établi par Gustave Bridel en collaboration avec Jules Gaudard, ingénieur et professeur à la Faculté technique de l'Académie de Lausanne. Mongeot et Jean-Jaques Lochmann, ingénieurs, dirigent les travaux sur place. Les entrepreneurs Paul et Arnaud sont chargés des maçonneries, tandis que la construction du tablier est confiée à Bonzon et Fils. Le tablier était constitué par deux poutres droites continues en tôle à parois pleines de 3,50 m. de hauteur. La longueur de l’ouvrage entre culées était de 165,90 m, avec quatre travées.
Dans le cadre de l'électrification des lignes de chemin de fer, le pont métallique est remplacé en 1922-1923. Le nouvel ouvrage d’art, conçu pour double voie, d'une longueur de 179,50 m, comprend huit arches en plein cintre de 16 m d’ouverture et, côté Lausanne, une arche plus petite, de 9,50 m d’ouverture. Les travaux sont adjugés à Alexandre Koller, ingénieur, l’entreprise générale étant confiée à Emmanuel Bellorini à Lausanne.
Ce viaduc a été réalisé entièrement en maçonnerie et non pas en béton, comme on l'a fait ailleurs, car « il a paru opportun et équitable de procurer du travail aux carrières du pays, fortement éprouvées par le chômage ». Les parements sont par conséquent en moellons de pierre d’Arvel, tandis que les intrados des arcs sont en pierre de Saint-Triphon.